# 出発シンコー
『出発シンコー♥』（しゅっぱつシンコー）は、チャーリーにしなかによる日本の漫画。『ヤングコミック』（少年画報社）に連載され、2003年6月にYCコミックス（同）で単行本が刊行された。2009年にアクションコミックス（双葉社）にて再版された。単行本全1巻。
双葉電鉄という架空の鉄道会社を舞台にした新人女性車掌が主人公のエロコメディで、時として主人公と男性乗務員などのエッチシーンがある。アクションコミックス版では、特別描き下ろしエピローグとカラーピンナップイラストが追加されている。
作者はかつて鉄道会社に勤務していたことがあり、YCコミックス版では当時経験したエピソードのおまけ漫画が描かれている。
「双葉電鉄」の社名は、作者の次作『Cheers!』にも登場している。

## 作品概要
双葉電鉄に勤務する入社2年目の主人公・祐天寺信子は、友人の勧めで車掌試験を受けて見事に合格する。必ずといってドジをやらかすものの、人一倍努力家の彼女は見習車掌を経て次々に起こる難題を可愛さとエッチで解決（?）しながら一人前の車掌へと成長していく。
なお、登場人物の名前は主に首都圏の駅名に由来している。

## 登場人物
祐天寺信子（ゆうてんじ のぶこ）
本作の主人公。通称は「シンコ」（以下はシンコで記述）。双葉電鉄に勤務する新人の女性車掌。
入社当時は駅員として勤務していたが、失敗続きのため、友人の勧めで入社2年目で受験資格がとれる車掌試験を受けて見事に合格する。車掌になってからも、点呼に遅刻ぎりぎりだったり何でもないところでズッコケたりとドジをやらかすが、人一倍の努力家でもある。先輩車掌の国領（後述）に憧れており、当初は彼女の旅客サービスポスターに敬礼したりしていた。
エッチシーンは大抵受け身が多いが、時には乗客の悩みを解決するために攻めになることがある。
電車に乗っていると時々濡れてきてしまうことが悩みらしい。
国領サオリ（こくりょう さおり）
双葉電鉄の先輩車掌。
シンコが駅員だった頃、朝のラッシュアワー対策で変態の乗客に絡まれたところをドア閉めで助けたのが彼女だった。しっかり者でシンコにとっては姉的存在であるが、意外と落ち込みやすい一面もある。
伏見（後述）という運転士と交際している。
三河島（みかわしま）
双葉電鉄の先輩車掌。シンコが車掌実務試験の見習いだった時の指導員。
女癖が悪いらしく、色々と悪い噂が流れている。シンコもやはり、見習乗務中にエッチの洗礼を受けた。とはいえ、ただの女たらしというわけではなく、第6話でシンコが痴漢を追いかけて欠乗してしまう運転事故を起こして落ち込んだ際、新人当時のエピソードを語るなどして励ましたりもした。
船掘健次（ふなほり けんじ）
第2話および第10話に登場。
シンコの「初々しくて可愛くて愉快な放送」が気に入ってファンレターを渡した。乗務中に酔っ払いに絡まれたシンコを助けようとて気絶（酔っ払いに鉄拳を見舞おうとして空振りし、更にホームの柱に頭部を強打。その隙に酔っ払いは逃走した）し、意識が戻ったところをエッチに持ち込んだ。
第10話の再登場時は、女子高生が巻いていたロングマフラーをドアに挟まれて列車に引きずられる事故でショックを受けたシンコを気遣っている。
特別描き下ろしエピローグにおいて、双葉電鉄のエリート若手社員になっている描写がある。
橋本（はしもと）
双葉電鉄の先輩車掌。高卒入社のため、シンコより年下（シンコは短大卒）である。
シンコに好意を持っており、会社の飲み会の時に酔っ払いながら愛の告白を叫ぶなどウケる時には何でもする性格。
高野台（たかのだい）
広告会社に勤務しており、駅や電車内などの広告を管理している。期限切れのポスター交換も行っており、シンコも時々ポスターを貰ったりしている。車内広告の交換は超魔術のように素早い。おまけにハンサムで性格も良く、バレンタインチョコを受け取ったこともあってシンコも好意を持っている。
ホワイトデーの際は、マグネットピアスとブレスレットをシンコにプレゼントした。国領は学生時代の友人。
国府津浩子（こうづ ひろこ）
双葉電鉄の車内販売員。シンコも時々コーヒーをいただいたりしている。
かわいいユニフォームのせいか、オヤジたちのセクハラを受けることが多い。コスプレ好きの彼氏がいる。
伏見（ふしみ）
双葉電鉄の運転士。大卒で車掌から運転士になる最短記録をつくったエリート。国領と交際しているが彼女より年下。
先行列車が車両故障でダイヤが乱れて急病人が出た際、定時運転より旅客の安全を第一に考えている。
国領とのエッチでは主導権を握っているらしい。
青砥（あおと）
双葉電鉄の旅行センターの添乗員。国領と同期。
営業成績は地区ナンバー1で3年連続で表彰されるなど優秀ではあるが、三河島以上に女癖が悪い。旅行センターを選んだのも女性社員が多いという理由だった。そのため勤務中にアテンダントを口説いたり、女性ツアー客と関係を持とうとしたり、更にはシンコにまで毒牙にかけようとしたが、最終的には国領のエッチ攻撃であっけなくダウンした。

## 書籍情報
- 少年画報社 YCコミックス版 2003年6月1日発行、ISBN 978-4-7859-2303-7
- 双葉社 アクションコミックス版 2009年6月12日発行、ISBN 978-4-575-83629-5